# 縣立美術館前站

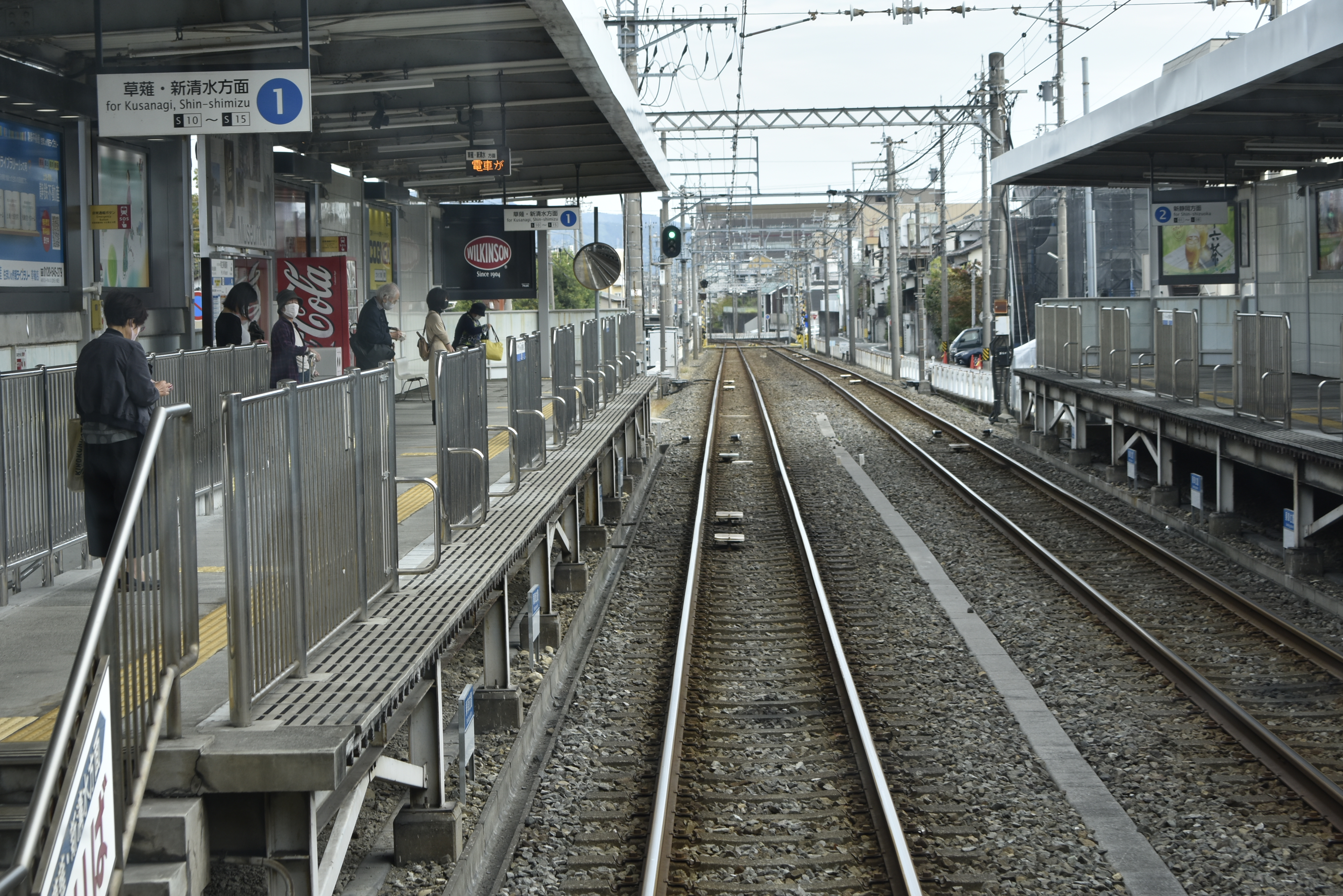
月台（2020年10月）

縣立美術館前站（日语：／ Kenritsubijutsukanmae eki */?）是位於靜岡縣靜岡市清水區，屬於靜岡鐵道的靜岡清水線車站。車站編號為S09。

## 歷史
此站是靜岡清水線上最新的車站。
- 1986年（昭和61年）3月25日：車站啟用。
- 2011年（平成23年）10月1日：站名牌與列車內的路線資訊英文標記改為"Pref.Art Museum"。

## 車站構造
本站是地面車站，設有2面2線的相對式月台。站房坐落在靠近新靜岡一方的路軌上，而車站西邊位於駿河區內。由於本站鄰近縣立美術館，因此月台上放置著奧古斯特·羅丹的「沉思者」等彫刻迷你複製品。驗票閘口內的下行月台後方設有男女共用濕廁。

### 月台
| 月台 | 路線        | 上下行 | 方向             |
| ---- | ----------- | ------ | ---------------- |
| 1    | ●靜岡清水線 | 下行   | 草薙、新清水方向 |
| 2    | ●靜岡清水線 | 上行   | 長沼、新靜岡方向 |

## 使用狀況
根據「靜岡市統計書」，2018年度一日平均乘車人次為947人，下車人次為965人。以上落人次比較，於靜岡清水線15座車站中排名第11。以下為近年上落人次列表：
| 年度               | 1日平均上落人次 | 1日平均上落人次 | 1日平均上落人次 |
| 年度               | 上車人次        | 落車人次        | 合計            |
| ------------------ | --------------- | --------------- | --------------- |
| 2002年（平成14年） | 851             | 943             | 1,784           |
| 2003年（平成15年） | 871             | 957             | 1,828           |
| 2004年（平成16年） | 832             | 924             | 1,756           |
| 2005年（平成17年） | 976             | 933             | 1,909           |
| 2006年（平成18年） | 846             | 947             | 1,793           |
| 2007年（平成19年） | 836             | 945             | 1,781           |
| 2008年（平成20年） | 988             | 947             | 1,935           |
| 2009年（平成21年） | 880             | 851             | 1,731           |
| 2010年（平成22年） | 841             | 925             | 1,766           |
| 2011年（平成23年） | 831             | 915             | 1,746           |
| 2012年（平成24年） | 875             | 930             | 1,805           |
| 2013年（平成25年） | 867             | 859             | 1,726           |
| 2014年（平成26年） | 916             | 913             | 1,829           |
| 2015年（平成27年） | 930             | 927             | 1,857           |
| 2016年（平成28年） | 914             | 910             | 1,824           |
| 2017年（平成29年） | 914             | 926             | 1,840           |
| 2018年（平成30年） | 947             | 965             | 1,912           |

## 車站周邊
- 靜岡縣立美術館
- 靜岡縣立大學
- 靜岡縣立中央圖書館（日语：静岡県立中央図書館）
- 南幹線（日语：静岡県道407号静岡草薙清水線）
- 藪北種原樹（日语：やぶきた種原樹）

## 巴士路線
- 靜鐵Justline（日语：しずてつジャストライン）草薙美術館線（靜鐵美術館站前巴士站）

## 其他
- 從此站需要步行15分鐘才可到達縣立美術館，途中需要經過斜道。若使用巴士前往，只需4分鐘。
- Pasar卡（日语：パサールカード）中，此站會以「美術」表示。

## 相鄰車站
靜岡鐵道
 S  靜岡清水線
■通勤急行、■急行
通過
■普通
縣綜合運動場（S08）－縣立美術館前（S09）－草薙（S10）

## 注腳
1. 1 2  月台方向表示採用靜鐵官方網站中此站的「時間表」為準
2. ↑  静岡市統計書 （页面存档备份，存于）（日語） - 靜岡市

## 外部連結
- 時間表、沿線資訊 - 縣立美術館前站 （页面存档备份，存于）（日語） - 靜鐵集團